# Serra de l'Empedrat
La Serra de l'Empedrat és un serrat del municipi de Tremp, situat al sud del terme, dins de l'antic enclavament de Claret, pertanyent al terme originari de Tremp. És a prop del límit amb Castell de Mur, al Pallars Jussà. És el serrat que hostatja el poble de Claret en el seu extrem de llevant.